# T・エドワード・デイマー
T・エドワード・デイマー（T. Edward Damer、1937年8月16日 - 2024年3月21日）は、アメリカ合衆国の哲学者、作家。

## 略歴
デイマーはミズーリ州ジョプリン生まれ。アメリカ合衆国バージニア州エモリーのエモリー・アンド・ヘンリー大学（Emony and Henry College）で哲学教授と視覚・舞台芸術部門の主任を務めた。
1967年に同大学の教員になり、2012年に退職した。
1991年には、ティーチングが評価され、同大学の卒業生からジェームズ・A・デイヴィッド優秀教員賞を受賞している
。
2024年3月21日に食道癌との闘病の末に死去。

## 著作
論理的誤謬に関する教科書『誤謬論入門：優れた議論の実践ガイド』（Attacking Faulty Reasoning）の著者である。同書では、最も一般的な60の誤謬を定義し、解説している。また、それぞれの誤謬に遭遇したときにどのように対処あるいは「攻撃」するかについて具体的な提案をしている。誤謬の整理は、長年の調査と研究によって蓄積された著者自身の理論に由来しており、誤謬を「よい議論が満たすべき5つの基準のうちの1つに違反すること」と定義している。